# Egon Orowan
Egon Orowan (em húngaro:  Orován Egon; Budapeste, 2 de agosto de 1902 — 3 de agosto de 1989) foi um físico e metalurgista húngaro/britânico/estadunidense.

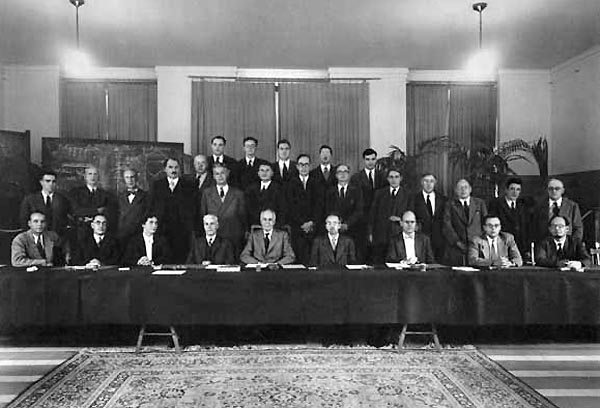
Conferência de Solvay sobre física em Bruxelas, 1951. Da esquerda para a direita, sentados: Crussaro, Norman Percy Allen, Yvette Cauchois, Borelius, William Lawrence Bragg, Christian Møller, Sietz, John Herbert Hollomon, Frank; fila do meio: Gerhart Rathenau,^{(nl)} Koster, Erik Rudberg,^{(sv)}, Flamache, Goche, Groven, Egon Orowan, Jan Burgers, William Bradford Shockley, André Guinier, C.S. Smith, Ulrich Dehlinger, Laval, Émile Henriot; fila superior: Gaspart, Lomer, Alan Cottrell, Georges Homes, Hubert Curien

## Honrarias
- Fellow da Royal Society (1947)
- Membro da Academia de Artes e Ciências dos Estados Unidos (1951)
- Membro da Academia Nacional de Ciências dos Estados Unidos (1969)
- Medalha Bingham (1959)
- Medalha Carl Friedrich Gauß (1968)
- Vincent Bendix Gold Medal da American Society for Engineering Education (1971)
- Paul Bergse Medal da Danish Metallurgical Society (1973)